# ماری هلن لافون
ماری‌هلن لافون (به فرانسوی: Marie-Hélène Lafon) زاده ۱ اکتبر ۱۹۶۲ در اوریاک، نویسنده زن فرانسوی و برندهٔ جوایز متعدد ادبی است.

## زندگی‌نامه
ماری‌هلن لافون در یک خانوادهٔ کشاورز به دنیا آمد؛ پدر و مادرش اصالتاً اهل شهرستان کانتال بودند. این شهرستان و طبیعت اطراف آن صحنهٔ بیشتر داستان‌های او را تشکیل می‌دهد. در هجده سالگی عازم پاریس می‌شود و تحصیلات عالی خود را به ترتیب در دانشگاه پاریس-سوربن، دانشگاه پاریس ۳: سوربن جدید و دانشگاه دیدرو پاریس می‌گذراند. او از ۱۹۸۷، به تدریسِ زبان‌های فرانسه، لاتین و یونانی در دبیرستان‌های پاریس اشتغال داشته‌است.
ماری‌هلن لافون اولین رمان خود را با عنوان شب سگ (Le Soir du chien) در ۲۰۰۱ منتشر می‌کند و در همان سال برندهٔ «جایزه رنودو ویژه دبیرستانی‌ها» می‌شود. او پس از کسب این موفقیت، به موازات شغل معلمی به نوشتن رمان و داستان کوتاه ادامه می‌دهد و موفقیت‌های درخور توجهی به دست می‌آورد، از جمله روی عکس (Sur la photo)، مو (Mo)، آگهی (L'Annonce) و ژوزف (Joseph). لافون با انتشار رمان داستان پسر (Histoire du fils) در ۲۰۲۰ برندهٔ جایزه رنودو شده‌است. همهٔ آثار او توسط انتشارات بوشه کاستل (Buchet/Chastel) منتشر شده‌است.